# Stanley Chumfwa
Stanley Chumfwa (31 oktober 1976) is een Zambiaanse schaker met een FIDE-rating van 2307 in 2015. Hij is een internationaal meester (IM). Chumfwa studeerde wiskunde aan de Universiteit van Zambia.
In 2003 won Stanley Chumfwa het Zuid-Afrikaanse Open Schaaktoernooi, gehouden in   Centurion. 
In november 2005 werd in Lusaka (Zambia) het Afrikaans kampioenschap schaken gehouden, dat met 7 uit 9 door Ahmed Adly gewonnen werd. Chumfwa eindigde met 6,5 punt op de derde plaats. Hiermee kwalificeerde hij zich voor deelname aan het FIDE Wereldbekertoernooi. In het wereldbekertoernooi 2005, 128 deelnemers, werd Chumfwa in de eerste ronde uitgeschakeld door Étienne Bacrot, die uiteindelijk op de derde plaats eindigde.
In 2010 was hij de captain van het Zambiaanse team op de Schaakolympiade. Zambia eindigde op een 47ste plaats, er speelden 148 landen mee. 
In de Schaakolympiade 2012, gehouden in Istanboel, eindigde Zambia op een 63ste plaats. Het team van Zambia bestond uit Daniel Jere, Stanley Chumfwa, Gillian Bwalya, Andrew Kayonde en Nase Lungu.
In januari 2014, nam Chumfwa deel aan het Liyoca Open toernooi in Lusaka. Hij eindigde op een 3e plaats met 6 punten uit 7 partijen.
In mei 2015 eindigde Chumfwa gedeeld derde op het  2015 Kafue Chess Open, dat werd gewonnen door zijn broer Kelvin.
In juli 2015 bereikte Chumfwa een 15e plaats op   het Zuid-Afrikaanse Open Schaaktoernooi, gehouden in  Kaapstad.

Ook  Kelvin Chumfwa  (1986),  een broer van Stanley, is een sterk schaker (IM). 